# 1679
- Wikisource

| Calendário gregoriano                                                        | 1679 MDCLXXIX                        |
| Ab urbe condita                                                              | 2432                                 |
| Calendário arménio                                                           | 1128 – 1129                          |
| Calendário bahá'í                                                            | -165 – -164                          |
| Calendário budista                                                           | 2223                                 |
| Calendário chinês                                                            | 4375 – 4376 Início a 11 de fevereiro |
| Calendário copta                                                             | 1395 – 1396                          |
| Calendário etíope                                                            | 1671 – 1672                          |
| Calendários hindus - Vikram Samvat - Calendário nacional indiano - Cáli Iuga | 1734 – 1735 1600 – 1601 4779 – 4780  |
| Calendário Holoceno                                                          | 11679                                |
| Calendário islâmico                                                          | 1090 – 1091                          |
| Calendário judaico                                                           | 5439 – 5440                          |
| Calendário persa                                                             | 1057 – 1058                          |
| Calendário rúnico                                                            | 1929                                 |
| Calendário solar tailandês                                                   | 2222                                 |

1679 (MDCLXXIX, na numeração romana) foi um ano comum do século XVII do atual calendário gregoriano, da Era de Cristo, e a sua letra dominical foi A (52 semanas), teve início a um domingo e terminou também a um domingo.
| Ano completo                    |
| ------------------------------- |
| Ano comum com início ao domingo |

## Eventos
- Grande Peste de Viena provoca mais de 76 000 na capital dos Habsburgos
- São assinados em dezembro os últimos Tratados de Nimegue, que põem fim à Guerra Franco-Holandesa.
- Início da Guerra Tibete–Ladaque–Mogol — o líder tibetano 5.º Dalai Lama invade o Ladaque; o conflito só terminaria em 1684.
- Fundação do município de Guarapari, no Espírito Santo, Brasil.

## Mortes
- 3 de fevereiro — Jan Steen, pintor neerlandês  (n. c. 1626).
- 26 de março — Johannes Schefferus, humanista, filólogo e erudito sueco de origem francesa  (n. 1621).
- Agosto — Antonio Maria Abbatini, maestro e compositor italiano  (n. 1595).
- 4 de dezembro — Thomas Hobbes, filósofo inglês  (n. 1588).
- 18 de dezembro — João Frederico de Brunsvique-Luneburgo
- 20 de dezembro — João Maurício de Nassau, conde e príncipe de Nassau-Siegen e governador das possessões holandesas no Brasil (n. 1604).